# Фактор аеродинамичког оптерећења
Фактор аеродинамичког оптерећења је однос величина узгона и тежине летелице:
{\displaystyle \ n={\frac {R_{z}}{G}}}
Са њим се величина силе узгона изражава преко тежине летелице, као еквивалента неопходног за одржање конкретног режима лета. Фактор аеродинамичког оптерећења представља глобалну меру оптерећења структуре летелице, сваког њеног дела и свега онога што се тренутно налази у њој, па и људства (пилота, остале посаде и путника). Користи се као погодан фактор за анализу и синтезу оптерећења посаде и структуре, па према томе за одређивање услова издржљивости човека и за димензионисање носећих делова летелице. Пошто представља вредност узгона, у односу на тежину, уједно је и мера маневра летелице, изазваног са вишком или мањком узгона, у односу на потребан за уравнотежење тренутних инерцијалних сила.

## Коришћене физичке величине
- Основне

| {\displaystyle \ t} |  | време  |
| {\displaystyle \ l} |  | дужина |
| {\displaystyle \ m} |  | маса   |

- Изведене

| {\displaystyle \ r}                    |     | полупречник кривине путање       |
| {\displaystyle \mathbf {v} }           |     | брзина                           |
| {\displaystyle \ M}                    | [—] | Махов број                       |
| {\displaystyle \ a}                    |     | убрзање                          |
| {\displaystyle \ g}                    |     | гравитација                      |
| {\displaystyle \ H}                    |     | висина лета                      |
| {\displaystyle \ F}                    |     | сила                             |
| {\displaystyle \ G}                    |     | тежина                           |
| {\displaystyle \ T}                    |     | сила потиска / вучна сила        |
| {\displaystyle \ R_{z}}                |     | узгон                            |
| {\displaystyle \ R_{x}}                |     | аеродинамички отпор              |
| {\displaystyle \ n={\frac {R_{z}}{G}}} | [—] | фактор аеродинамичког оптерећења |

## Општа дефиниција кружног кретања
Кружно кретање тела, масе , са обимном брзином  (прва слика), карактерише:
{\displaystyle {\frac {\mathbf {v} ^{2}}{r}}\quad -} центрипетално убрзање и
{\displaystyle \ F_{in}=\ m\cdot {\frac {\mathbf {v} ^{2}}{r}}\quad -} центрифугална сила
За задржавање режима кружног кретања, неопходно је центрифугалну (инерцијалну) силу уравнотежити са силом реакције, са центрипеталном силом. Код кретања авиона, то је његов узгон.

## Хоризонтални лет
Устаљени хоризонтални лет авиона карактеристичан је по равнотежи сила дуж оса „  “ и „  “ (приказано на другој слици):
{\displaystyle \ T=\ R_{x};\qquad \ R_{z}=\ G}
Прва једначина одређује константну брзину, а друга константну висину лета. Друга једначина је од интереса за ово разматрање (четврта слика). Из ње произилази облик:
{\displaystyle \ 1={\frac {R_{z}}{G}}\quad \Rightarrow \quad \ n=1}

## Кружни лет у вертикалној равни
Замишљени кружни лет, у вертикалној равни, дефинисан је са полупречником путање и са константном обимном брзином. Услед масе авиона и његовог центрипеталног убрзања, на авион делује центрифугална (инерцијална) сила, која га тежи удаљити од центра круга. Да би авион остао на кружној путањи, мора поседовати силу узгона, која ће стално уравнотежавати центрифугалну силу и одговарајућу компоненту тежине. Карактеристична је најнижа тачка кружне путање лета авиона (трећа слика). У њој се може једноставније дефинисати равнотежа, што остаје да важи за све тачке кружне путање.

У најнижој тачки кружне путање узгон уравнотежава тежину авиона и целу инерцијалну силу. Тај збир сила, који уравнотежава узгон у најнижој тачки кружне путање, погодно је изразити преко тежине, као еквивалента. Тај коефицијен еквивалента се назива „Фактор аеродинамичког оптерећења“ и представља глобалну меру оптерећења структуре летелице:
{\displaystyle \ n={\frac {R_{z}}{G}}}
Изражена равнотежа, у тој тачки, преко збира изворног облика израза за силе, има облик:
{\displaystyle \ R_{z}=\ G+\ F_{in}\Rightarrow \ R_{z}=\ m\cdot g+\ m\cdot {\frac {\mathbf {v} ^{2}}{r}}\quad \Rightarrow }
{\displaystyle \ R_{z}=\ m\left(g+{\frac {\mathbf {v} ^{2}}{r}}\right)}
Користећи претходне две једначине:
{\displaystyle \ n={\frac {R_{z}}{G}}\quad \Longleftrightarrow \quad \ R_{z}=\ m\left(g+{\frac {\mathbf {v} ^{2}}{r}}\right)}
Добија се:
{\displaystyle n=1+{\frac {\mathbf {v} ^{2}}{gr}}}
Математички, очигледан је граничан случај: 
{\displaystyle r=\infty \quad \Rightarrow \qquad \ n=1}
Значи, то је праволинијски, хоризонтални лет авиона.
Општа математичка интерпретација, која важи за било коју тачку на кружној путањи (трећа слика), има облик:
{\displaystyle \ R_{z}-\ G\cos {\Theta }-\ F_{in}=0\quad \Rightarrow \ R_{z}-\ mg\cos {\Theta }-\ m{\frac {\mathbf {v} ^{2}}{r}}=0\quad \Rightarrow \quad \ R_{z}=\ mg\left(\cos {\Theta }+{\frac {\mathbf {v} ^{2}}{gr}}\right)}
Математички гранични случајеви:
- најнижа тачка кружне путање, дефинисана је са Θ = 0

{\displaystyle \ R_{z}=\ mg\left(1+{\frac {\mathbf {v} ^{2}}{gr}}\right)}
- путања је права линија при увођењу и другог граничног услова {\displaystyle r=\infty \quad \Rightarrow \quad \ n=} 1

{\displaystyle \ R_{z}=\ mg\quad -} то су услови хоризаонталног лета.

## Хоризонтални заокрет
Уз претпоставку да је стационарни лет и да се правац потиска мотора поклапа са уздужном осом авиона, равнотежа сила има облик:
{\displaystyle \ R_{z}\cos {\Phi }-\ mg=0}
{\displaystyle \ R_{z}\sin {\Phi }-\ m{\frac {\mathbf {v} ^{2}}{r}}=0}
Произилази да је:
{\displaystyle \tan {\Phi }={\frac {\mathbf {v} ^{2}}{gr}}}
Користећи изворни принцип изражавања силе узгона преко еквивалента тежине летелице, тада сила узгона износи -тих вредности тежина:
{\displaystyle \ R_{z}=\ nmg\quad \Rightarrow \quad \ n={\frac {R_{z}}{mg}}}
У стационарном, хоризонталном заокрету авиона, тежину уравнотежава вертикална компонента узгона и са том заменом у последњем изразу се добија:
{\displaystyle \ mg=\ R_{z}\cos {\Phi }\quad \Rightarrow \quad \ n={\frac {1}{\cos {\Phi }}}}
Гранични случајеви су:
- Φ = 0, то је услов праволинијског хоризонталног лета, {\displaystyle \ n=} 1 и

- Φ = 900, ово није реалан случај, путања заокрета се своди у тачку, са r}- = 0, односно са {\displaystyle n=\infty }, а то значи и бесконачно велики узгон.[2][6]

## Примена
На летелицу делују аеродинамичке и инерцијалне силе.
- Аеродинамичке силе су:
  - узгон,
  - бочна сила и
  - аеродинамички отпор.
- Инерцијалне силе су:
  - тежина и
  - силе инерције, дуж „ x “, „ y “ и „ z “ оса.

Све инерцијалне силе, приказују се у еквиваленту тежине летелице, значи преко фактора аеродинамичког оптерећења. На овај начин се добија једнообразна очигледност оптерећења, израженог преко мерне јединице тежине летелице.
Инерцијална сила је:
{\displaystyle \ F_{in}=\ a\cdot m}
У равни симетрије авиона је равнотежа:
{\displaystyle \ F_{in}=\ R_{z}}
На основу претходног, произилази:
{\displaystyle \ R_{z}=\ F_{in}\Longleftrightarrow R_{z}=n\cdot G\Rightarrow a\cdot m=n\cdot g\cdot m\Rightarrow \ n={\frac {a}{g}}\Rightarrow \ a=\ n\cdot g}
Када пилот каже да је „ направио заокрет са 7g “, то практично значи да је направио заокрет авиона са фактором аеродинамчког оптерећења  = 7, односно са убрзањем:
{\displaystyle \ a=7\cdot 9,81\left[{\frac {m}{s^{2}}}\right]\Rightarrow \ a=88,29\left[{\frac {m}{s^{2}}}\right]}
Тада су пилот и сваки део структуре авиона били оптерећени, као да имају седам сопствених тежина.
„Безтежинско“ стање у лету, остварује се при услову:
{\displaystyle {\begin{array}{lcl}-R_{z}=G\\\quad n={\frac {R_{z}}{G}}\end{array}}\mid \Rightarrow n={\frac {R_{z}}{-R_{z}}}\Rightarrow n=-1}
Просечна особа подноси оптерећење при убрзању 5 пута већим од земљиног ( = 5).
На основу стеченог искуства у ваздухопловству, проистекле су норме за борбене авионе, са људском посадом. Пилот може, дуже време, да поднесе оптерећење са анти–г оделом и при  = 9 а краће време и до 12. На основу те границе се димензионишу делови структуре за анвелопу оптерећења при  између -3 и +9. Није рационално димензионисати структуру авиона за већа оптерећења од подношљивости пилота, пошто то доноси допунско повећање масе авиона и пад његових перформанси. Тренутно прекорачење на  до +12, покривено је са фактором сигурности, који најчешће износи 1,5. То је ванредан случај, који пилот направи, да бих се спасао од непријатељске ракете. Тада авион иде на ванредан преглед и одлучује се о његовом престанку употребе или о његовој поправци.
Авиони су изложени скоку и паду узгона, па и промени оптерећења и без жеље пилота да направи маневар. То су случајеви у узбурканој атмосфери, тада услед вертикалног струјања ваздуха долази до нагле промене нападног угла, па и узгона авиона.
Акробатски авиони имају сличну анвелопу оптерећења, као и борбени. Комерцијални авиони имају далеко блажи аеродинамички фактор оптерећења, до +2,5.
На наредној слици, дата су два типична дијаграма фактора аеродинамичког оптерећења у функцији брзине v–, који представљају анвелопу ограничења лета авиона. Први је дат у функцији стварне брзине, за једну одређену висину лета, а други у функцији еквивалентне брзине, за све висине лета.
Чињеница је да се са порастом узгона прави највећи дебаланс сила дуж „ z “, у односу на друге осе. Нарушавање равнотеже дуж „ x “ осе је при убрзавању, када је , а при успорењу, када је . Тај дебаланс је далеко мањи од створеног са порастом узгона авиона, те су и генерисана убрзања  < , преко десет пута. Једино је код директног удара у препреку, створено велико успорење са аутом формула 1, приказано у наредној табели. Бочна аеродинамичка сила, код авиона, има најмању вредност, те и генерише најмање убрзање, дуж „ y “ осе.
| Имајући претходно у виду, са разлогом је фактор аеродинамичког оптерећења посебно дефинисан за „ z “ осу аеродинамичког координатног система, односно узгон се изражава са бројем сопствених тежина авиона. Дуж „ z “ осе се генерише сила највећег интензитета (узгон), што је праћено са далеко највећим убрзањем, која изазивају и највећа оптерећења при маневрисању летелице. {\displaystyle \ a_{z}=\ n\cdot g} Ово није препрека да се и убрзања, дуж две преостале осе координатног система, изражавају са мером гравитационог убрзања. Убрзања дуж „ x “ и „ “ оса су далеко мањег интензитета и генеришу мала оптерећења, која нису меродавна за димензионисање делова структуре авиона. |